# Catálogo astronômico
Um catálogo astronômico é uma lista de corpos celestes, geralmente incluindo descrições de suas principais características. Alguns catálogos são específicos para classificar diferentes tipos de objetos, como o catálogo de estrelas.

## Catálogos
Alguns catálogos de suma importância estão listados a seguir:
- Livro das Estrelas Fixas - publicado por volta de 964,[2] possui mais de mil estrelas descritas e fornece as primeiras descrições da galáxia de Andrômeda e da Grande Nuvem de Magalhães.[3][4][5]
- Designação Bayer - contendo mais de 1500 estrelas, marcante por ter designado uma letra grega a uma constelação. Por exemplo, α Taurus (alfa Taurus).[6]
- Designação Flamsteed - publicado em 1725 por John Flamsteed, elenca estrelas usando números combinados com constelação e ordenados por ascensão reta, por exemplo, 61 Cygni.[7][8]
- Catálogo Messier - compilado por Charles Messier entre 1764 e 1781.[9] Dos 110 objetos do catálogo, 40 são galáxias, 29 aglomerados globulares, 27 aglomerados abertos, 11 nebulosas, sendo 6 difusas, 4 planetárias e um remanescente de supernova, além de três outros objetos: Messier 24 é uma parte destacada de um dos braços da Via-Láctea, Messier 40 é uma estrela dupla e Messier 73 é um asterismo de quatro estrelas.[10]
- New General Catalogue - compilado por John Dreyer, contém cinco mil corpos celestes, sendo um dos maiores catálogos abrangentes.[11][12]